# Syringa × hyacinthiflora 'Maiden's Blush'
Syringa × hyacinthiflora 'Maiden's Blush' — сорт сирени. 

## Описание сорта
Высота 3,6—4,5 метров, ширина до 3 метров, по данным других источников, куст компактный, около 1,8 метров в диаметре. В идеальных условиях продолжительность жизни куста около 30 лет.
Цветки от светло-розового до сиренево-розового (в зависимости от почвенных условий и климата) цвета, ароматные. 

## В культуре
Зоны морозостойкости от 3 до более тёплых.
Привитый сорт для уменьшения корневой поросли высаживают выше уровня почвы на 3—4 см, корнесобственные — высаживают так, чтобы корневая шейка была на одном уровне с почвой. Заправляют посадочные ямы перегноем или компостом, перемешав её с садовой землей. Подкармливают два раза в сезон: весной — по снегу и после цветения. Рекомендуется поливать в период цветения и роста растений. Взрослые растения обрезают, удаляя старые, отмирающие побеги, а также побеги растущие внутрь кроны. После цветения удаляют отцветшие соцветия. У привитых сиреней удаляют поросль.